# Genfer Günsel
Der Genfer Günsel (Ajuga genevensis), auch Heide-Günsel genannt, ist eine Pflanzenart aus der Gattung Günsel (Ajuga) innerhalb der Familie der Lippenblütler (Lamiaceae).

## Beschreibung

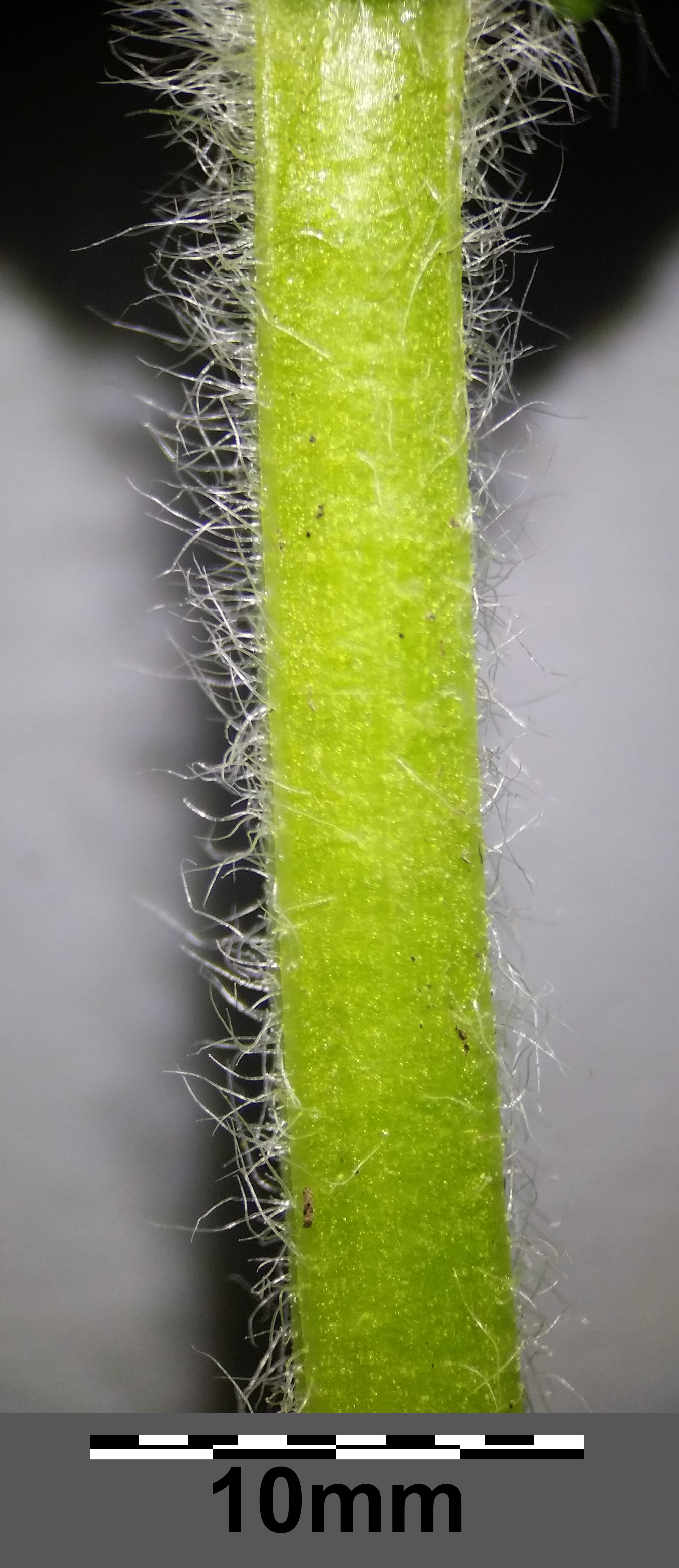
Behaarter Stängel

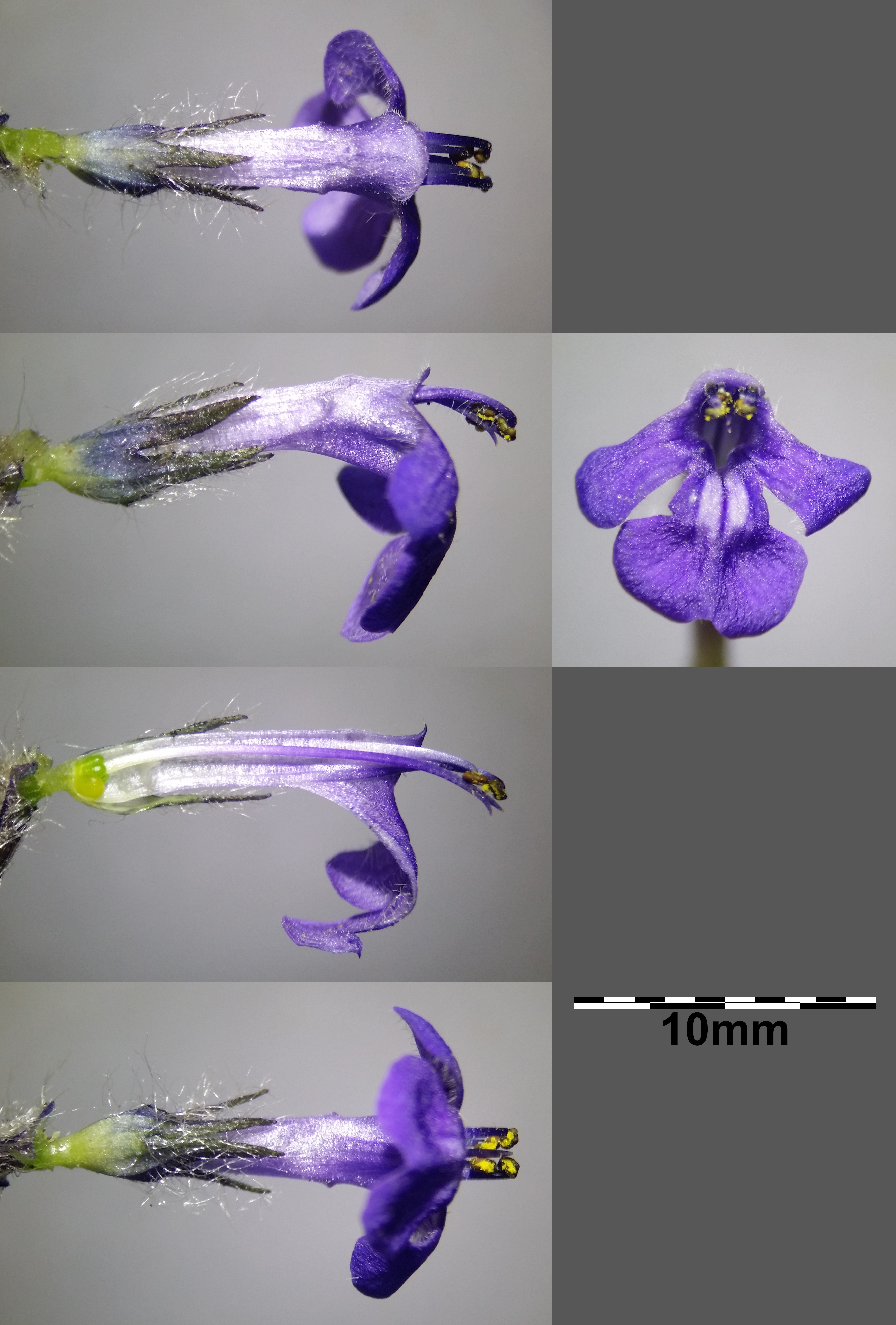
Zygomorphe Blüte aus verschiedenen Blickrichtungen

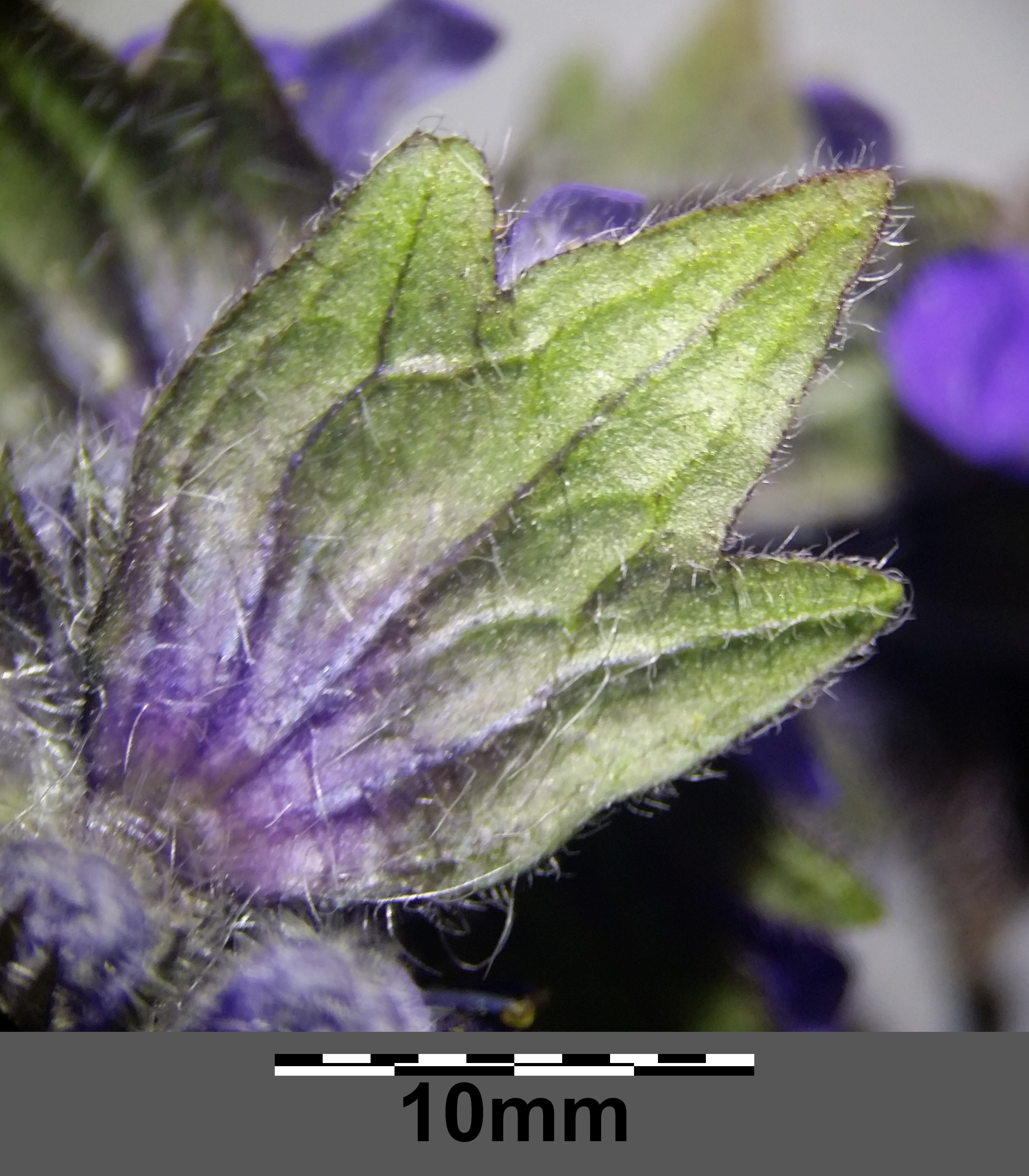
Tragblatt eines Scheinquirls

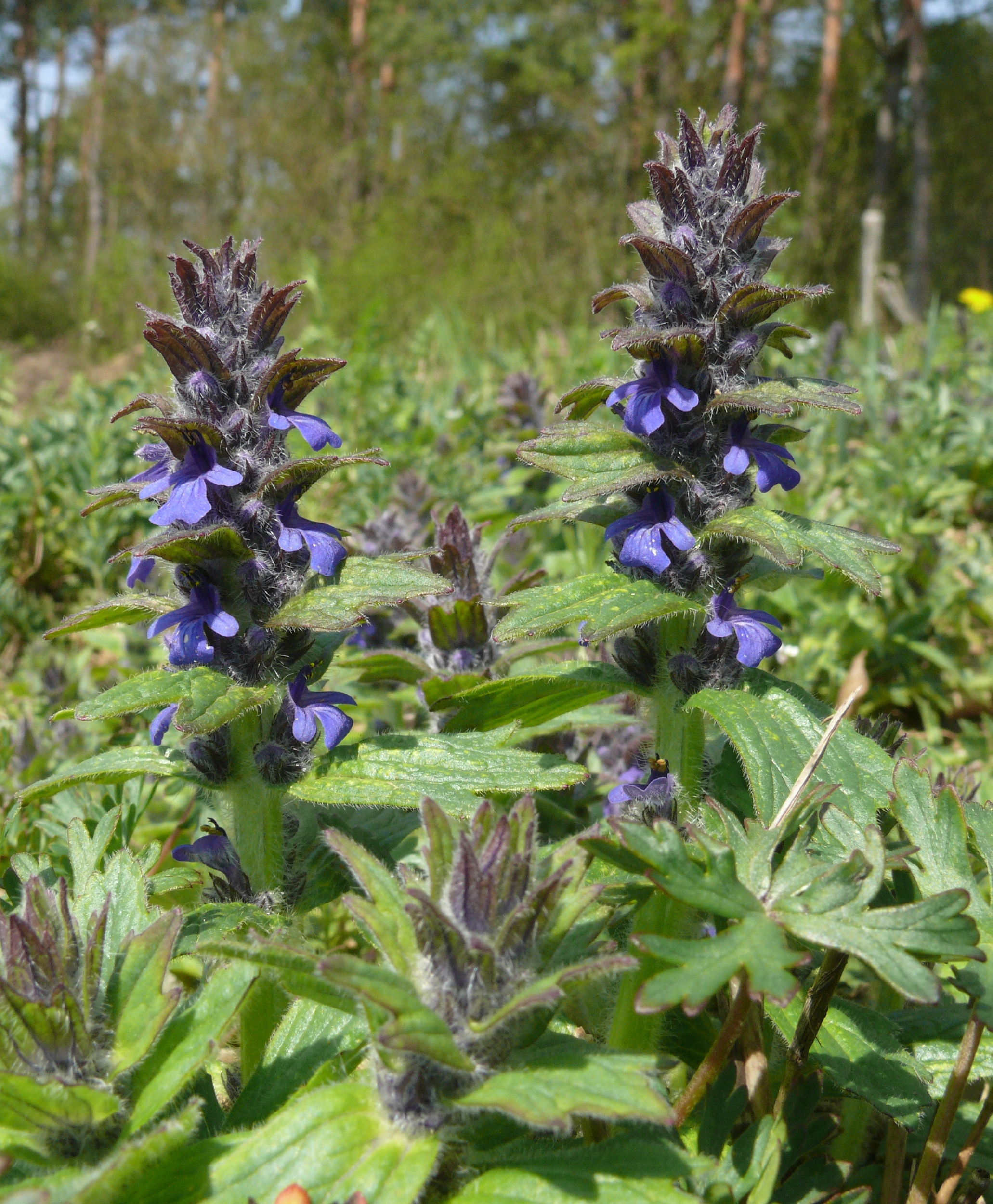
Habitus im Habitat

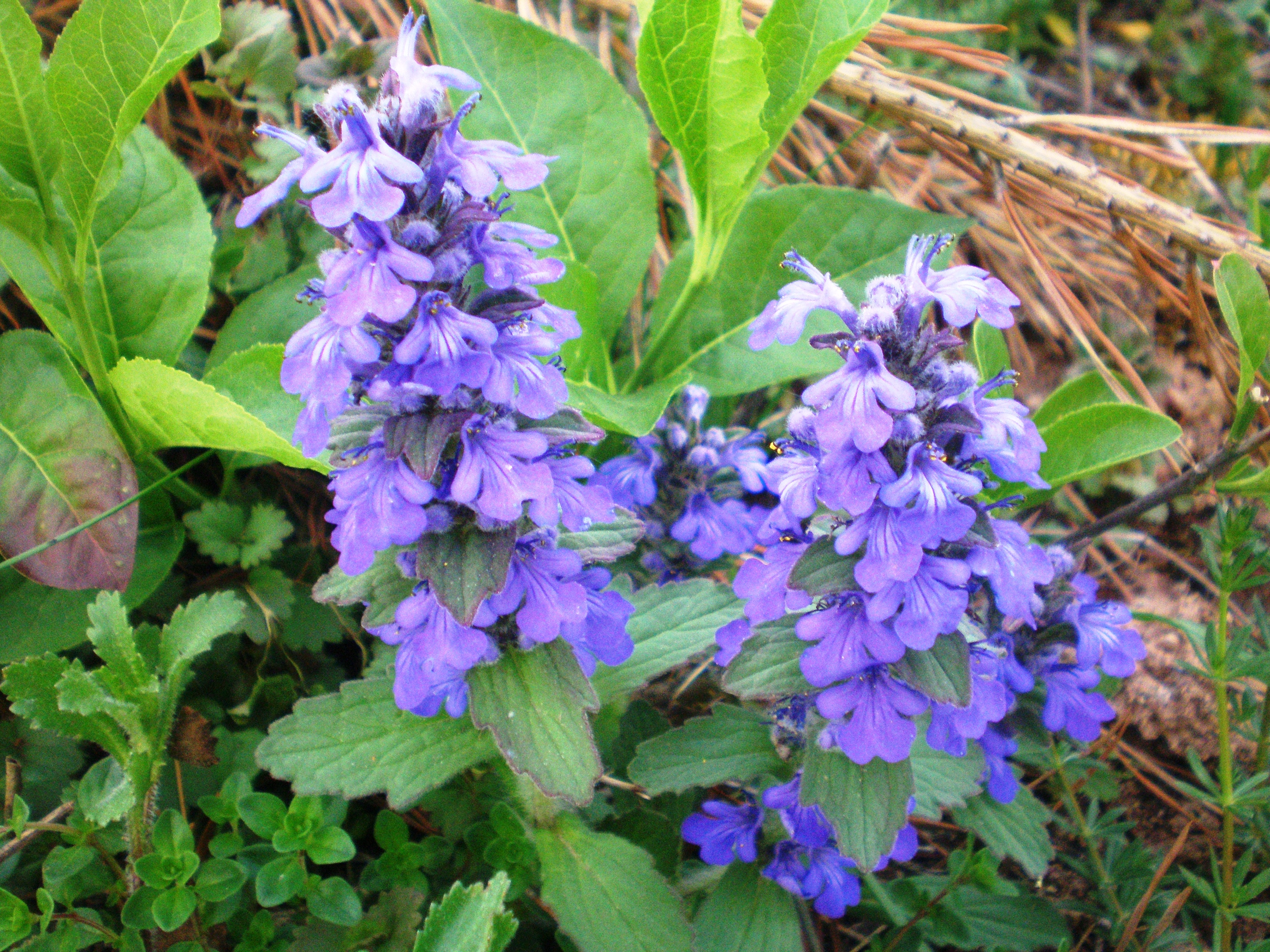
Blütenstände

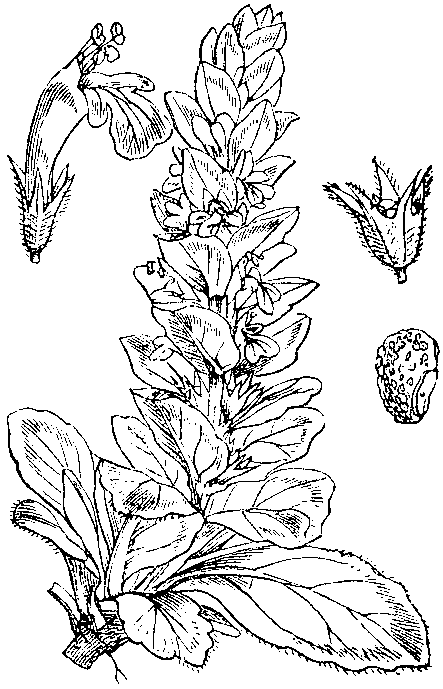
Illustration

Genfer Günsel (Ajuga genevensis) gleicht dem Kriechenden Günsel (Ajuga reptans) sehr. Er unterscheidet sich von ihm aber durch die tief gekerbten bis dreilappigen Tragblätter und die dunkelblaue Blütenfarbe.

### Vegetative Merkmale
Der Genfer Günsel ist eine ausdauernde krautige Pflanze, die Wuchshöhen von 10 bis 30, selten bis zu 60 Zentimetern erreicht. Jedes Pflanzenexemplar bildet mehrere Stängel, aber keine oberirdische Ausläufer, aber Wurzelbrut aus. Die oberirdischen Pflanzenteile sind behaart. Der aufrechte oder aufsteigende Stängel ist vierkantig und an allen vier Seiten dicht mit weißen Gliederhaaren behaart.
Die Laubblätter sind hauptsächlich in grundständigen Rosetten angeordnet und es befinden sich nur ein bis drei Paare gegenständig am Stängel. Die Laubblätter sind zottig behaart. Die Grundblätter sind kurz gestielt und die Stängelblätter sind sitzend. Die Grundblätter sind während der Anthese oft schon vertrocknet. Die einfachen Blattspreiten der Grundblätter sind bei einer Länge von 5 bis 12 Zentimetern sowie einer Breite von 2 bis 5 Zentimetern verkehrt-eiförmig. Die Stängelblätter sind den Grundblättern ähnlich. Bei Grund- und Stängelblättern ist der Blattrand mit drei bis acht Zähnen grob gekerbt. Die Blattunterseite ist lang behaart.

### Generative Merkmale
Die Blütezeit reicht am Ende des Vollfrühlings von April bis Juni. In einem Gesamtblütenstand sind fünf bis zwölf Scheinquirle ziemlich dicht angeordnet. Die oberen Tragblätter sind dreilappig oder ungeteilt sowie deutlich gezähnt und oft bläulich bis dunkelblau überlaufen. In einem Scheinquirl befinden sich zwei Zymen, die jeweils meist drei oder vier (zwei bis sechs) sitzende Blüten enthalten.
Die zwittrige Blüte ist bei einer Länge von 12 bis 18 Millimetern zygomorph und fünfzählig mit doppelter Blütenhülle. Der Kelch ist glockig und bis über die Mitte in 5 lanzettliche Zähne geteilt. Er ist rauhaarig. Die Blütenkrone ist normalerweise dunkel-blau, gelegentlich treten auch Exemplare mit rosafarbenen oder weißen Blütenkronen auf. Die Kronoberlippe ist sehr kurz. Die Staubblätter sind weit vorragend.
Die Klausen sind sehr fein netzig.

### Chromosomensatz
Die Chromosomengrundzahl beträgtx = 8; es liegt Tetraploidie mit einer Chromosomenzahl von 2n = 32 vor.

## Ökologie
Beim Genfer Günsel handelt es sich um einen mesomorphen, plurienn-pollakanthen Hemikryptophyten. Der Genfer Günsel vermehrt sich selten vegetativ durch Wurzelsprosse.
Blütenökologisch handelt es sich um Eigentliche Lippenblumen. Die zwittrigen Blüten sind proterandrisch, also sind zuerst die männlichen, später die weiblichen Blütenorgane fertil. Der Genfer Günsel ist fakultativ xenogam: meist erfolgt Fremdbefruchtung und Selbstbestäubung ist die Ausnahme. Bei ausbleibender Fremdbestäubung erfolgt spontane Selbstbestäubung innerhalb einer Blüte. Es liegt Selbstkompatibilität vor, also führt Selbstbefruchtung erfolgreich zum Samenansatz. Als Belohnung für Bestäuber ist reichlich Nektar vorhanden. Bestäuber sind hauptsächlich kleinere Bienen-Arten.
Die Bruchfrucht zerfällt in vier einsamige, geschlossen bleibende Teilfrüchte, hier Klausen genannt. Die Klausen sind die Diasporen. Die Ausbreitung der Diasporen erfolgt durch Autochorie.
Die vier vom Kelch umgebenen Klausen sind je mit einem Ölkörper versehen und werden von Ameisen ausgebreitet. Die Behaarung mindert die Sonneneinstrahlung und die Verdunstung.

## Vorkommen
Der Genfer Günsel kommt hauptsächlich in Mittel- und Osteuropa vor. Sein Verbreitungsgebiet reicht aber von Frankreich und Italien bis zur Türkei und zum Kaukasusraum. Regional besitzt er ein sehr disjunktes Areal und ist zerstreut. Es gibt Fundortangaben für Frankreich, Monaco, Italien, die Schweiz, Liechtenstein, Österreich, Deutschland, die Niederlande, Luxemburg, Belgien, die Baltischen Staaten, Kaliningrad, Belarus, den europäischen Teil Russlands, Kaukasien, Polen, Ungarn, die ehemalige Tschechoslowakei, das ehemalige Jugoslawien, Rumänien, Bulgarien, Albanien, Griechenland, den europäischen sowie asiatischen Teil der Türkei, die Ukraine und die Krim. Ajuga genevensis ist in Skandinavien und in Kanada ein Neophyt.
Der Genfer Günsel wächst hauptsächlich in Trockenrasen und Halbtrockenrasen. In klimatisch begünstigten Regionen ist er auch entlang von Waldrändern zu finden. Er ist ein Rohbodenpionier und kommt oft in halbruderalen Pflanzengesellschaften auf Erdanrissen, Böschungen oder Wegrainen vor. Meist wächst er auf Standorten mit Kalkuntergrund. Er ist eine Charakterart der Klasse Festuca-Brometea und kommt vor allem in Pflanzengesellschaften des Verbands Mesobromion, aber auch Geranion sanguinei oder Convolvulo-Agropyrion vor. Er steigt im Tessin und in Südtirol bis in Höhenlagen von 1500 Metern, im Puschlav bis 2050 Meter und im Kanton Wallis bei Zermatt bis in Höhenlagen von 2230 Meter auf.
In der Roten Liste der gefährdeten Pflanzenarten nach Metzing et al. 2018 ist Ajuga genevensis als V = Vorwarnliste eingetragen, da sie zwar mäßig häufig ist, aber auch nur mäßiger Rückgang der Bestände erfolgt.
Die ökologischen Zeigerwerte nach Ellenberg sind: Lichtzahl 8 = Halblicht- bis Volllichtpflanze, Temperaturzahl indifferent, Kontinentalitätszahl = indifferent, Feuchtezahl 3 = Trockenheitszeiger, Feuchtewechsel = keinen Wechsel der Feuchte zeigend, Reaktionszahl 7 = Schwachbasenzeiger, Stickstoffzahl 2 = ausgesprochene Stickstoffarmut bis Stickstoffarmut zeigend, Salzzahl 0 = nicht salzertragend, Schwermetallresistenz = nicht schwermetallresistent.
Die ökologischen Zeigerwerte nach Landolt et al. 2010 sind in der Schweiz: Feuchtezahl F = 2 (mäßig trocken), Lichtzahl L = 3 (halbschattig), Reaktionszahl R = 4 (neutral bis basisch), Temperaturzahl T = 4 (kollin), Nährstoffzahl N = 3 (mäßig nährstoffarm bis mäßig nährstoffreich), Kontinentalitätszahl K = 4 (subkontinental).

## Taxonomie
Die Erstveröffentlichung von Ajuga genevensis erfolgte 1753 von Carl von Linné in Species Plantarum, Tomus II, S. 561. Das Artepitheton genevensis geht auf Johann Bauhin (1541–1612) zurück, der diese Art 1651 in Historia Plantarum als Consolida media Genevensis beschrieben und abgebildet hatte; er hatte diese Pflanzenart bei Genf (lat.: Geneva) gesammelt und beobachtet.
Synonyme für Ajuga genevensis L. sind: Bugula alpina (L.) All., Bugula genevensis (L.) Crantz, Bugula tomentosa Gilib. nom. inval., Teucrium genevense (L.) Crantz, Ajuga alpestris Dumort., Ajuga alpicola (Beck) Dalla Torre, Ajuga alpina L., Ajuga foliosa Tratt., Ajuga glabrifolia (St.-Lag.) Bonnier, Ajuga interrupta Dulac, Ajuga lanata Mart. ex Steud., Ajuga latifolia Host, Ajuga montana Rchb., Ajuga pyramidalis M.Bieb. nom. illeg., Ajuga rugosa Host, Ajuga genevensis var. alpicola Beck, Ajuga genevensis var. alpina (L.) Nyman, Ajuga genevensis var. arida Fr., Ajuga genevensis var. cryptostylon Lagr.-Foss. ex Nyman nom. nud., Ajuga genevensis var. elatior Fr., Ajuga genevensis var. foliosa (Tratt.) Beck, Ajuga genevensis var. glabrifolia St.-Lag., Ajuga genevensis var. grossidens Briq., Ajuga genevensis var. integrifolia Sanio, Ajuga genevensis var. longistyla St.-Lag.